# Brian Johnson
Brian Johnson, angleško-avstralski rock pevec, * 5. oktober 1947, Dunston, Gateshead, Anglija.
Brian Johnson je pevec skupine AC/DC.